# (13463) Антиф
(13463) Антиф (др.-греч. Ἄντιφος) — типичный троянский астероид Юпитера, движущийся в точке Лагранжа L4, в 60° впереди планеты. Астероид был открыт 25 сентября 1973 года голландскими астрономами К. Й. ван Хаутеном, И. ван Хаутен-Груневельд и Томом Герельсом в Паломарской обсерватории и назван в честь Антифа, друга Одиссея и Телемаха, одного из персонажей древнегреческой мифологии.

Орбита астероида Антиф и его положение в Солнечной системе